# Michaeliskirmes

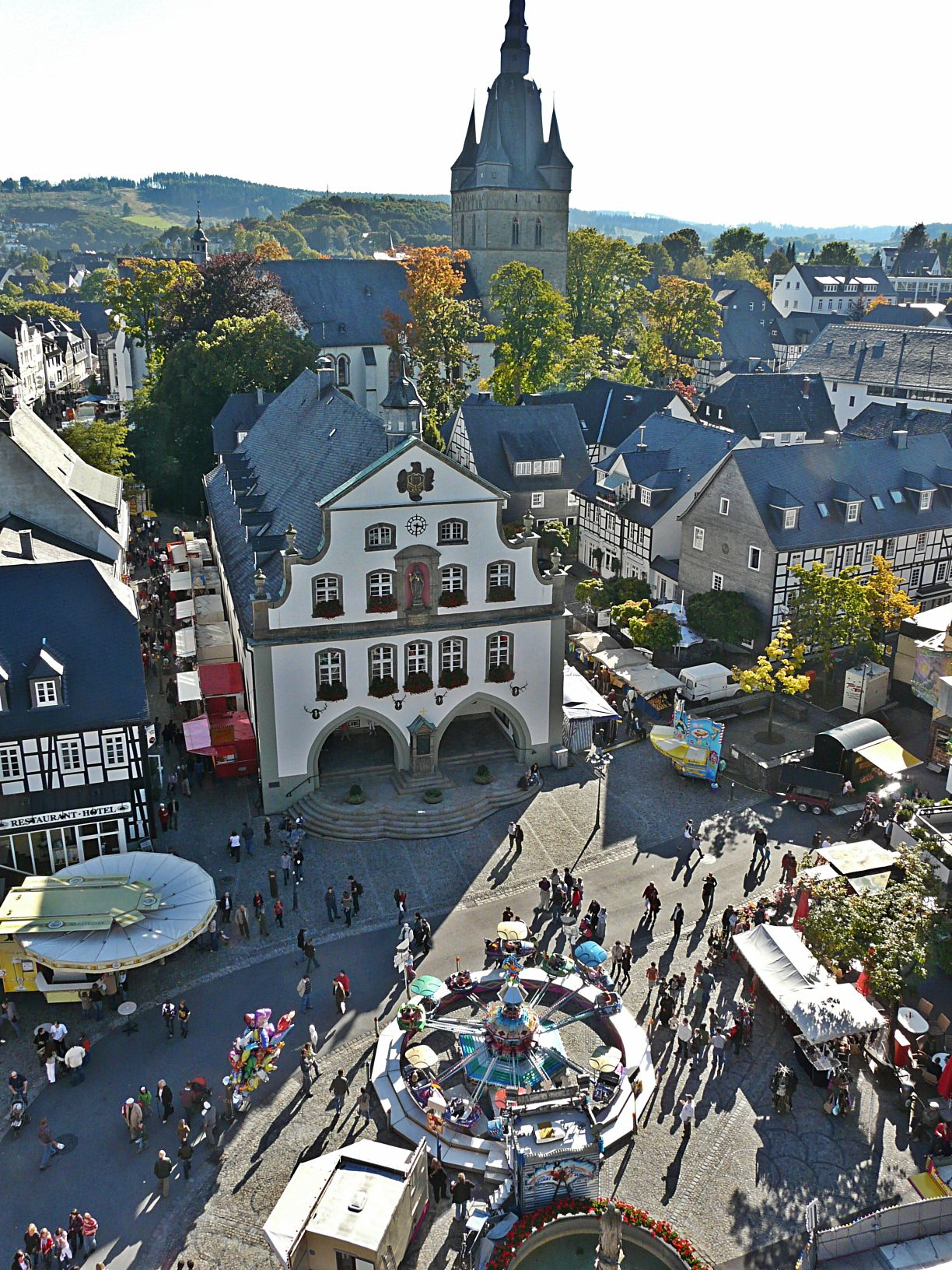
Briloner Kirmes_Blick vom Riesenrad auf den Marktplatz

Die Michaeliskirmes  ist eine Kirmes in der Innenstadt von Brilon. Seit 1955 findet die Michaeliskirmes jedes Jahr in der Regel um das letzte Septemberwochenende – von freitags bis montags – zeitnah zum Michaelistag statt. Die Kirmesmeile von gut 1,6 km Länge erstreckt sich vom Schultenhaus im Steinweg über den Marktplatz bis zum Derker Tor.

## Geschichte
Die Anfänge der Michaeliskirmes reichen bis ins Mittelalter zurück. Im Jahr 1428 wird der Markttag erstmals ausdrücklich mit Namen erwähnt und zwar als „frigge Kermesse to sente Michels misse“. Dieser Name wurde in einem Statut, das der städtische Magistrat am 29. Juni 1428 der Zunft der Schuhmacher und Gerber erteilt, erwähnt. Aus einer Urkunde vom 17. Juli 1605 geht hervor, dass sich dieser Jahrmarkt schon für die Zeit des Kölner Erzbischofs Walram von Jülich, der dem Kurfürstentum in den Jahren von 1332 bis 1349 vorstand, nachweisen lässt. In dieser Verleihungsurkunde bewilligte der zu dieser Zeit regierende Kurfürst Ernst von Bayern der Stadt zur Hebung ihres Wohlstandes zwei weitere Jahrmärkte, wozu auch der Handelstag am 29. September, der Michaelstag, zählte. Allerdings geht aus der Urkunde nicht das Entstehungsjahr dieses Marktes hervor. Ein Vergleich mit den in den Statuten für die Schuhmacher von 1428 genannten Märkten liefert jedoch den Hinweis, dass es der Michaelsmarkt sein muss, der während der Regierungszeit des Erzbischofs Walram eingeführt wurde, wobei sich aber kein genaues Jahr bestimmen lässt. Dieser Michaelsmarkt, der als Vorläufer der heutigen Stadtkirmes angesehen wird, wurde nicht ununterbrochen gehalten. Er wurde kurz vor 1850 aufgehoben und mit einem anderen städtischen Jahrmarkt zusammengelegt.
Vor 1955 wurde die Martinskirmes gefeiert. Diese fand um den Namenstag des Heiligen Martin von Tours Anfang November statt. Da um den Martinstag am 11. November – der Gedenktag des Heiligen – das Wetter nicht so viele Besucher anlockte, wurde ab 1955 die Michaeliskirmes gefeiert. Der 29. September ist der Weihetag der Michaelskirche an der Via Salaria in Rom und das Fest des heiligen Erzengels Michael wurde auf diesen Tag gelegt. Die Tradition der Kirmes wurde beibehalten, lediglich der Name und der Termin wurden geändert. Den Grundstein für die heutige Großveranstaltung legten vor allem August Isken, Josef Thiele und Wolfgang Nickolay (damaliger Vorsitzende des Heimat- und Verkehrsvereins).

## Zeitplan der Michaeliskirmes
Die Kirmes in Brilon wird jedes Jahr am letzten Septemberwochenende freitags um 16.00 Uhr mit einem traditionellen Fassanstich unter dem Rathausbogen durch den Briloner Bürgermeister gemeinsam mit der Briloner Waldfee, Delegierten des Rates sowie den Vertretern der Schausteller und Verwaltungsmitarbeitern eröffnet. Die musikalische Umrahmung übernimmt das Blasorchester Brilon.
Am Freitagabend findet um 21.00 Uhr ein Höhenfeuerwerk am Kalvarienberg statt. Freitags hat die Kirmes bis 24.00 Uhr und samstags bis 2.00 Uhr geöffnet.
Jedes Jahr können die Besucher der Michaeliskirmes am Sonntag von 13.00 bis 18.00 Uhr in den Briloner Geschäften einkaufen. Sonntags und montags findet ein traditioneller Krammarkt im Bereich zwischen Schulstraße – Derkere Mauer – Kirchenstraße statt. Der Sonntag gilt allgemein als Familientag, an dem die Kirmes von 13.00 bis 1.00 Uhr geöffnet hat. Montags endet die Kirmes um 24.00 Uhr.